# Пинко Розовата пантера
Пинко Розовата пантера (на английски: The pink panther) е главният герой в едноименната поредица къси анимационни филми.
Героят за първи път се появява в началните надписи на комедията „Розовата Пантера“ от 1963 г., както и в повечето последвали го филми за инспектор Клузо. Оригиналното заглавие на сериала, както и оригиналното име на персонажа е просто Розовата пантера (на английски: The Pink Panther). Едноименният сериал е много харесван и гледан филм през осемдесетте години на XX век.
Композитор на характерната музикална тема в анимационните филми за Пинко е Хенри Манчини.

## „Розовата пантера“ в България
В България за първи път филмчетата за Пинко започват да се излъчват в началото на 80-те години в рамките на предаването „Всяка неделя“ по Първа програма. В дублажа участва Петър Вучков.
На 3 септември 2007 г. анимацията започва излъчване по Диема Фемили, всеки делничен ден от 13:05 през първите две седмици, а от третата в 13:35. Ролите се озвучават от Ирина Маринова, Силви Стоицов и Виктор Танев.
През 1993 г. започва излъчване „Новото шоу на Пинко розовата пантера“ (в оригинал The Pink Panther от 1993 г.). На 2 август 2010 г. стартира „Пинко и синове“.